# طواف كولومبيا 2014
طواف كولومبيا 2014 هو سباق دراجات هوائية أقيم بتاريخ 6 أغسطس – 17 أغسطس، تكون السباق من 11 مرحلة وامتدّ لمسافة 1517.8 كم، استغرق السباق 37 ساعة 01 دقيقة 34 ثانية. فاز به الإسباني أوسكار سبييا ريبيرا.

## الترتيب
| م                     | الدرّاج              | البلد   | الزمن                     |
| --------------------- | ------------------- | ------- | ------------------------- |
| الفائز بالترتيب العام | أوسكار سبييا ريبيرا | إسبانيا | 37 ساعة 01 دقيقة 34 ثانية |